# 7.° Escuadrón de Fragatas (Reino Unido)
El 7.° Escuadrón de Fragatas fue una unidad administrativa de la Royal Navy desde su creación en 1951 hasta su disolución en 1993.

## Historia
Durante su existencia, el escuadrón incluyó fragatas clase Bay, Tipo 41 y clase Leander.
Los buques del escuadrón sirvieron con la Home Fleet, con el Escuadrón de las Indias Occidentales, participaron en las Guerras del Bacalao, el desfile naval del Jubileo de Plata de Isabel II, la Guerra de las Malvinas y como parte de STANAVFORLANT.

## Oficiales al mando
Lista de oficiales con mando en la unidad:
| Comandante                     | Buque                      | Fecha de mando                     |
| ------------------------------ | -------------------------- | ---------------------------------- |
| Capitán David C. Ingram        | HMS St Austell Bay         | Abril de 1951 – Mayo de 1952       |
| Capitán Earl Cairns            | HMS St Austell Bay         | Mayo de 1952 – Marzo de 1953       |
| Capitán Richard G.W. Hare      | HMS Veryan Bay             | Marzo de 1953 – Febrero de 1954    |
| Capitán Hugh C. Martell        | HMS Bigbury Bay            | Febrero de 1954 – Febrero de 1955  |
| Capitán C. Patrick Norman      | HMS Mounts Bay             | Febrero de 1955 – Abril de 1956    |
| Capitán George E. Hunt         | HMS Bigbury Bay            | Abril de 1956 – Junio de 1958      |
| Capitán William G. Meeke       | HMS Lynx                   | Agosto de 1958 – Febrero de 1960   |
| Capitán Robin A. Begg          | HMS Lynx                   | Febrero de 1960 – Agosto de 1961   |
| Capitán David B.N. Mellis      | HMS Puma                   | Agosto de 1961 – Mayo de 1963      |
| Captain Peter M. Austin        | HMS Lynx                   | Mayo de 1963 – Enero de 1965       |
| Capitán Peter G.R. Mitchell    | HMS Lynx/HMS Puma          | Enero de 1965–1966                 |
| Capitán Martin N.Lucey         | HMS Puma                   | 1966–                              |
| Capitán Cyril J. Cunningham    | HMS Puma                   | – Julio de 1974                    |
| Capitán Oliver P. Sutton       | HMS Scylla                 | Julio de 1972 – Octubre de 1974    |
| Capitán David G. Armytage      | HMS Jupiter                | Junio de 1976 – Septiembre de 1977 |
| Capitán Geoffrey T.J.O. Dalton | HMS Jupiter                | Septiembre de 1977 – Junio de 1979 |
| Capitán Charles E.T. Baker     | HMS Argonaut               | Junio de 1979 – Mayo de 1981       |
| Capitán Christopher H. Layman  | HMS Argonaut HMS Cleopatra | Mayo de 1981 – Enero de 1983       |
| Capitán Guy F. Liardet         | HMS Cleopatra              | Enero de 1983–1984                 |
| Capitán Roy T. Newman          | HMS Cleopatra              | 1984 – Diciembre de 1985           |
| Capitán Peter Dalrymple-Smith  | HMS Cleopatra              | Diciembre de 1985–1987             |
| Capitán Thomas M. Le Marchand  | HMS Cleopatra              | 1987 – Enero de 1989               |
| Capitán John P. Clarke         | HMS Argonaut               | Enero de 1989 – Junio de 1990      |
| Capitán William K. Hutchison   | HMS Argonaut               | Junio de 1990–1992                 |
| Capitán Robert P. Stevens      | HMS Argonaut               | 1992 – Marzo de 1993               |